# Gorzkowice (plaats)
Gorzkowice is een dorp in het Poolse woiwodschap Łódź, in het district Piotrkowski. De plaats maakt deel uit van de gemeente Gorzkowice en telt 3.310 inwoners (2006).